# امرأة زوجي (فلم)
امرأة زوجي هو فيلم مصري أُصدر في سنة 1970، من بطولة صلاح ذو الفقار ونيللي ونجلاء فتحي، من تأليف أبو السعود الإبياري وإخراج محمود ذوالفقار.

## القصة
سامية وعادل زوجان سعيدان في حياتهم الزوجية، تقوم صديقتها ناني بإيهامها أنها مريضة، تقتنع سامية وتذهب إلى عمل فحوصات وتكون النتيجة أن أيامها في الدنيا معدودة، لتقرر اختيار زوجة لزوجها من بعدها. تعمل كل جهدها لكي تُقَرِّب بينها وبين زوجها، حتى تطمئن على مستقبله بعدها.

## طاقم العمل
- المخرج: محمود ذو الفقار
- مساعد مخرج: عبد العزيز جاد
- المؤلف: أبو السعود الابياري
- المنتج: نجيب خوري
- الموزع: شركة الأفلام المتحدة

## طاقم التمثيل
- صلاح ذو الفقار بدور (عادل)
- نيللي بدور (سامية)
- نجلاء فتحي بدور (وفاء)
- حسن مصطفي بدور (ممدوح)
- ميمي جمال بدور (ناني)
- حسين إسماعيل بدور (والد وفاء)
- ليلي يسري بدور (هنية)
- مختار السيد بدور (الجرسون)
- عبد الغني النجدي بدور (حارس العقار)